# Issoudun-Létrieix
Issoudun-Létrieix är en kommun i departementet Creuse i regionen Nouvelle-Aquitaine i de centrala delarna av Frankrike. Kommunen ligger i kantonen Chénérailles som tillhör arrondissementet Aubusson. År 2022 hade Issoudun-Létrieix 292 invånare.

## Befolkningsutveckling
Antalet invånare i kommunen Issoudun-Létrieix
Referens:INSEE